# Lista de singles número um na Hot Dance Club Songs em 2013
Este anexo contém as canções lançadas como singles que atingiram a primeira posição da tabela musical dos Estados Unidos Hot Dance Club Songs em 2013. A lista contém as faixas mais tocadas em danceterias por disc jockeys (DJ) do país que atendem a critérios da revista Billboard para a publicação dos dados compilados.
| Data            | Obra                           | Artista(s)                                | Ref.   |
| --------------- | ------------------------------ | ----------------------------------------- | ------ |
| 5 de janeiro    | "Finally Found You"            | Enrique Iglesias com Sammy Adams          | [ 2 ]  |
| 12 de janeiro   | "Gold"                         | Neon Hitch com Tyga                       | [ 3 ]  |
| 19 de janeiro   | "Big Banana"                   | Havana Brown com R3hab                    | [ 4 ]  |
| 26 de janeiro   | "I Found You"                  | The Wanted                                | [ 5 ]  |
| 2 de fevereiro  | "Catch My Breath"              | Kelly Clarkson                            | [ 6 ]  |
| 9 de fevereiro  | "Beauty and a Beat"            | Justin Bieber com Nicki Minaj             | [ 7 ]  |
| 16 de fevereiro | "The Lucky Ones"               | Kerli                                     | [ 8 ]  |
| 23 de fevereiro | "Clarity"                      | Zedd com Foxes                            | [ 9 ]  |
| 2 de março      | "We Are Young"                 | Vassy                                     | [ 10 ] |
| 9 de março      | "Flavor"                       | Tori Amos                                 | [ 11 ] |
| 16 de março     | "I Could Be the One"           | Avicii vs Nicky Romero                    | [ 12 ] |
| 23 de março     | "Oh Mama Hey"                  | Chris Cox + DJ Frankie com Crystal Waters | [ 13 ] |
| 30 de março     | "Ay Mama Mia"                  | Mayra Veronica                            | [ 14 ] |
| 6 de abril      | "As Your Friend"               | Afrojack com Chris Brown                  | [ 15 ] |
| 13 de abril     | "Beam Me Up (Kill-Mode)"       | Cazzette                                  | [ 16 ] |
| 20 de abril     | "Heaven"                       | Depeche Mode                              | [ 17 ] |
| 27 de abril     | "Hold Me"                      | Ono com Dave Audé                         | [ 18 ] |
| 4 de maio       | "Closer"                       | Tegan and Sara                            | [ 19 ] |
| 11 de maio      | "I Need Your Love"             | Calvin Harris com Ellie Goulding          | [ 20 ] |
| 18 de maio      | "Acid Rain"                    | Alexis Jordan                             | [ 21 ] |
| 25 de maio      | "Next to Me"                   | Emeli Sandé                               | [ 22 ] |
| 1º de junho     | "Let There Be Love"            | Christina Aguilera                        | [ 23 ] |
| 8 de junho      | "Get Lucky"                    | Daft Punk com Pharrell Williams           | [ 24 ] |
| 15 de junho     | "Get Lucky"                    | Daft Punk com Pharrell Williams           | [ 25 ] |
| 22 de junho     | "Hold On"                      | Nervo                                     | [ 26 ] |
| 29 de junho     | "People Like Us"               | Kelly Clarkson                            | [ 27 ] |
| 6 de julho      | "Heart Attack"                 | Demi Lovato                               | [ 28 ] |
| 13 de julho     | "Come & Get It"                | Selena Gomez                              | [ 29 ] |
| 20 de julho     | "Live It Up"                   | Jennifer Lopez com Pitbull                | [ 30 ] |
| 27 de julho     | "Body Party"                   | Ciara                                     | [ 31 ] |
| 3 de agosto     | "Alive"                        | Empire of the Sun                         | [ 32 ] |
| 10 de agosto    | "Woman's World"                | Cher                                      | [ 33 ] |
| 17 de agosto    | "Right Now"                    | Rihanna com David Guetta                  | [ 34 ] |
| 24 de agosto    | "Need U (100%)"                | Duke Dumont com A*M*E                     | [ 35 ] |
| 31 de agosto    | "Wake Me Up!"                  | Avicii                                    | [ 36 ] |
| 7 de setembro   | "Wake Me Up!"                  | Avicii                                    | [ 37 ] |
| 14 de setembro  | "Skirt"                        | Kylie Minogue                             | [ 38 ] |
| 21 de setembro  | "Turn the Night Up"            | Enrique Iglesias                          | [ 39 ] |
| 28 de setembro  | "Slow Down"                    | Selena Gomez                              | [ 40 ] |
| 5 de outubro    | "Applause"                     | Lady Gaga                                 | [ 41 ] |
| 19 de outubro   | "Live for the Night"           | Krewella                                  | [ 42 ] |
| 26 de outubro   | "Roar"                         | Katy Perry                                | [ 43 ] |
| 2 de novembro   | "Lose Yourself to Dance"       | Daft Punk com Pharrell Williams           | [ 44 ] |
| 9 de novembro   | "Flashing Lights"              | Havana Brown                              | [ 45 ] |
| 16 de novembro  | "What Now"                     | Rihanna                                   | [ 46 ] |
| 23 de novembro  | "Electricity & Drums (Bad Boy) | Dave Audé com Akon e Luciana Caporaso     | [ 47 ] |